# Coptodon guineensis
Espèce
Statut de conservation UICN

 LC  : Préoccupation mineure
Coptodon guineensis (souvent mentionnée par son synonyme Tilapia guineensis) est une espèce de poisson euryhalin de la famille des Cichlidae largement répartie le long de la côte ouest de l'Afrique.

## Répartition

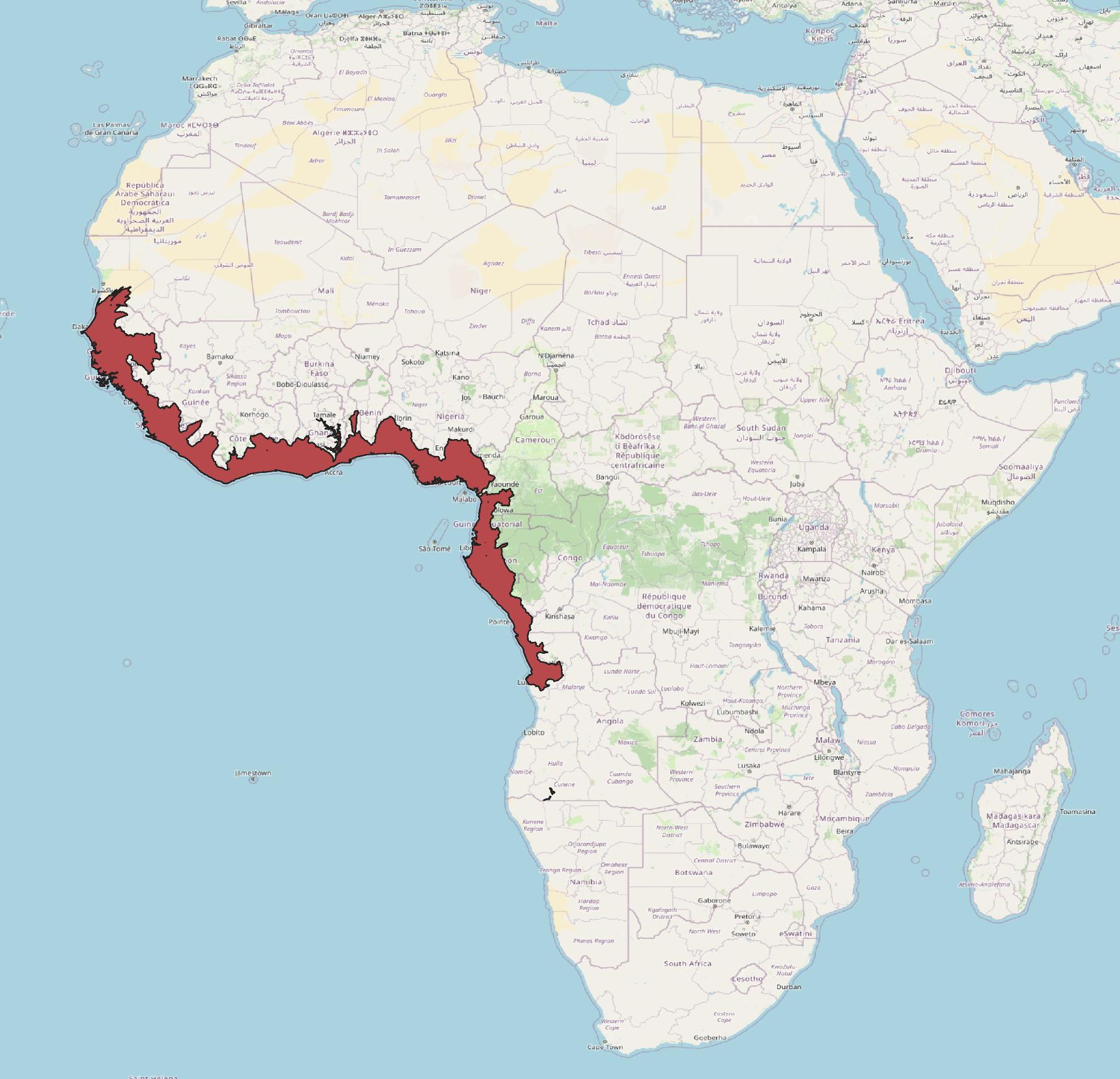
Aire de répartition de C. guineensis d'après l'UICN (2024).

Ce taxon se rencontre dans les pays suivants : Angola, Bénin, Cameroun, Côte d'Ivoire, Gabon, Gambie, Ghana, Guinée équatoriale, Guinée-Bissau, Guinée, Liberia, Mauritanie, Nigeria, République du Congo, République démocratique du Congo, Sierra Leone, Sénégal, Togo.

## Habitat
L'espèce est classée parmi les espèces « Estuariennes strictes » (Es) dans la classification d'Albaret pour les poissons des milieux estuariens et lagunaires d'Afrique de l'Ouest et « Freshwater immigrant » dans celle de Whitfield.

## Reproduction
Coptodon guineensis pond sur divers substrats. Il forme un lien de couple solide avec une association prolongée, au moins pendant un cycle de reproduction. Le couple établit un territoire, à l'intérieur duquel se trouve le nid, et le défendent tous deux. Le nid se compose d'une série de trous, dont la forme et les dimensions varient considérablement en fonction de la nature du substrat et de la taille des parents. Dans les sols sableux argileux, un nid typique aura la forme d'un grand bassin, de 50 cm de diamètre, avec des séries de trous partant du fond, chacun ayant 10 à 15 cm de diamètre et dont la profondeur maximale observée est de 1 mètre.
Lors de la reproduction, la femelle passe sur le nid en pondant une seule ligne d'œufs. Le mâle suit immédiatement et les féconde. La femelle dépose ensuite une autre ligne, et le processus se poursuit jusqu'à ce que tous les œufs soient pondus. L'ensemble du processus prend entre 5 et 15 minutes. La femelle, et dans une moindre mesure le mâle, gardent et ventillent tous deux les oeufs fécondés. Lors de la garde des œufs, la marque noire caractéristique des tilapia devient plus claire chez le mâle mais est conservée chez la femelle.

### Œufs et éclosion
La longueur des œufs est de 2,7 mm environ et  les larves mesurent 5 à 5,5 mm à l'éclosion.
À des températures supérieures à 26 C, les œufs éclosent en deux jours et le sac vitellin est absorbé 4 à 5 jours plus tard. Les alevins nouvellement éclos pèsent 1 à 2 mg. Les deux parents continuent de garder les alevins après l'absorption du sac vitellin et le début de l'alimentation active, bien que la durée exacte de l'association soit inconnue. Les parents et la progéniture quitteront le nid et voyageront largement dans une eau peu profonde (moins de 10 cm) où les alevins commenceront à se nourrir. Les estimations basées sur la taille des alevins capturés avec des soins parentaux continus indiquent que les soins se poursuivent au moins 10 jours après la réabsorption du sac vitellin.

## Régime alimentaire
Il semble que les adultes de cette espèce consomment et sont capables de digérer une variété d'aliments naturels et artificiels. Au vu de la grande diversité des régimes alimentaires décrits dans la littérature pour cette espèce (brouteur benthique, mâcheur de feuilles estuarien, herbivore, détritivore, invertivore macrophage) on ne peut que conclure que C. guineensis est un prédateur opportuniste, apparemment capable de consommer et de digérer une grande variété d'articles alimentaires.

## Aquaculture
Comme de nombreux autres tilapias, C. guineensis a fait l'objet de nombreux essais d'élevage en aquaculture, y compris en Belgique en utilisant des eaux de refroidissement de centrales nucléaires, mais les résultats ont en général montré que cette espèce est dotée d'un faible potentiel pour les élevages en cage. Mais des travaux plus récents (2019) ont montré un intérêt potentiel pour les élevages de cette espèce en eau douce.

## Systématique
Le nom valide complet (avec auteur) de ce taxon est Coptodon guineensis (Günther, 1862).
Ce taxon porte en français les noms vernaculaires ou normalisés suivants : Carpe, Perche Africaine.
Coptodon guineensis a pour synonymes :
- Tilapia zillii guineensis (Günther, 1862)
- Chromis guineensis Günther, 1862
- Chromis lata Günther, 1862
- Chromis latus Günther, 1862
- Chromis polycentra (Duméril, 1861)
- Haligenes guineensis Bleeker, 1863
- Haligenes guineënsis Bleeker, 1863
- Tilapia affinis Duméril, 1861
- Tilapia guineensis (Bleeker, 1863)
- Tilapia guineensis (Günther, 1862)
- Tilapia guinensis (Günther, 1862)
- Tilapia lata (Günther, 1862)
- Tilapia polycentra Duméril, 1861

## Publication originale
- Günther, Albert Carl Ludwig Gotthilf. Catalogue of the Fishes in the British Museum. Catalogue of the Acanthopterygii, Pharyngognathi and Anacanthini. Vol. 4. London, British Museum (Natural History), Department of Zoology, 1859-1868, 1862 ;  [lire en ligne (page consultée le 4 juin 2024)]. Sur la base du compte rendu de Bleeker (page 271) et d'un spécimen du BMNH (p. 510), l'auteur est considéré comme étant Günther, même si le compte rendu à la page 271 est de Bleeker[12].